# A quo primum
A Quo Primum (łac. Pierwszy) – encyklika papieża Benedykta XIV o Żydach w Polsce ogłoszona 14 czerwca 1751 roku.
W encyklice skierowanej do biskupów Królestwa Polskiego Papież omawia sytuację Żydów w Polsce:
Żydzi w tym Królestwie mogą handlować z zyskiem trunkami i winem. Im również zlecono starania o publiczne dochody. Szynki, karczmy, pola i wsie są im powierzone w dzierżawę, przez co mają władze nad chrześcijańskimi wieśniakami i nieludzką władzą oraz rozkazem zmuszają ich do pracy, podróży i pańszczyzny, a co gorsza wyznaczają im kary, częstokroć karząc rózgami. To powoduje, że nieszczęśliwi wieśniacy, będąc pod władzą Żyda, muszą go słuchać jako poddani pana.
Negatywnie oceniając wpływ Żydów na chrześcijan, przypomina, że nie powinno się stosować wobec nich przemocy:
Nie trzeba prześladować Żydów, ani ich zabijać, ani unikać.
Papież domaga się natomiast pozbawienia Żydów publicznych urzędów oraz władzy nad ludnością chrześcijańską. Zapewnia przy tym o wsparciu:
My zaś obiecujemy Wam, że gdy trzeba będzie, to wypełnimy to zadanie z Duchownymi, którzy należą do waszej zwierzchności, dzięki którym może dojść do tego, że ta zakała i hańba zostanie usunięta ze szlachetnego Królestwa Polskiego.